# Lodderomyces elongisporus
Lodderomyces elongisporus är en svampart som först beskrevs av Recca & Mrak, och fick sitt nu gällande namn av Van der Walt 1971. Lodderomyces elongisporus ingår i släktet Lodderomyces, ordningen Saccharomycetales, klassen Saccharomycetes, divisionen sporsäcksvampar och riket svampar.   Inga underarter finns listade i Catalogue of Life.